# 日本の公道における最初の自動車レース
日本の公道における最初の自動車レース（）は、日本の公道において開催された最初の自動車レースに対して用いられる呼称である。特に四輪自動車について、「日本初の公道レース」を名乗った例が複数ある。

## 二輪
| 開催日                              | 名称                                                 | 場所                                      | 主催者                     | 内容                                               | 定義                                                                                                   | 出典        |
| ----------------------------------- | ---------------------------------------------------- | ----------------------------------------- | -------------------------- | -------------------------------------------------- | --- | ----------- |
| 1914年（大正3年）4月5日             | 第1回ヒルクライム                                    | 兵庫県三木市 - 小野市                     | 神戸モーターサイクル俱楽部 | 山道におけるヒルクライム大会。                     | （参考）                                                                                               | [ 1 ]       |
| 1924年（大正13年）4月15日           | オートバイ二百哩突破名古屋市伊勢大神宮間神社参拝競走 | 愛知県名古屋市 - 三重県・伊勢神宮         | (不明)                     |                                                    | （参考）大正期に長距離ロードレースが開催された例がこの他にも複数ある。どれが最初なのかは定かではない。 | [ 2 ]       |
| 1925年（大正14年）5月3日 - 5月6日   | 大大阪記念帝都訪問自動自転車遠乗競技会               | 大阪府・城東練兵場 - 東京府・代々木練兵場 | 関西オートバイ俱楽部       | 28台が参加し、19台が完走。                         | （参考）大正期に長距離ロードレースが開催された例がこの他にも複数ある。どれが最初なのかは定かではない。 | [ 2 ] [ 1 ] |
| 1925年（大正14年）                  | (名称不詳)                                           | 愛知県名古屋市 - 上越地方                 | -                          |                                                    | （参考）大正期に長距離ロードレースが開催された例がこの他にも複数ある。どれが最初なのかは定かではない。 |             |
| 1955年（昭和30年）11月5日 - 11月6日 | 第1回全日本オートバイ耐久ロードレース                | 群馬県吾妻郡北軽井沢                      | 日本小型自動車工業会       | 1周19.2 kmのコースを設定し、周回レースとして開催。 | 史上初。                                                                                               |             |

## 四輪
| 開催日                              | 名称                                | 場所                                                                         | 主催者                                                     | 内容 | 定義 | 出典              |
| ----------------------------------- | ----------------------------------- | ---------------------------------------------------------------------------- | ---------------------------------------------------------- | --- | --- | ----------------- |
| 1908年（明治41年）5月30日 - 6月     | ニューヨーク・パリレース            | 神奈川県横浜市 横浜港 - 福井県敦賀市 敦賀港                                  | ニューヨーク・タイムズ、 ル・マタン                        | ニューヨークからパリまでのラリーレイドの一部。横浜港から敦賀港まで公道を自走。                                                                    | （参考）このレースは通過したのみなので、日本で開催された初のレースという位置付けで語られることはない。   | [ 3 ] [ 4 ] [ 5 ] |
| 1958年（昭和33年）6月15日 - 6月30日 | 日本一周読売ラリー                  | 東京 - 仙台 - 青森 - 秋田 - 敦賀 - 鳥取 - 福岡 - 広島 - 大阪 - 名古屋 - 東京 | 読売新聞、大阪読売新聞                                     | 東京を起点に、東北、九州を回り東京に戻る公道ラリー。日本で行われた初のラリー競技とされる。                                                        | （参考）ラリー競技は公道レースの括りには含めないため、初の公道レースと言う位置づけで語られることはない。 | [ 6 ]             |
| 1991年（平成3年）9月23日            | ソーラーチャレンジ・イン・北海道'91 | 北海道北見市                                                                 | 北見市、北海道新聞                                         | ソーラーカーによるレース。1周14.1 kmのコースを4周する周回レースとして開催。                                                                       | 史上初。「日本初の公道レース」として開催。                                                               | [ 9 ]             |
| 2020年（令和2年）9月20日            | A1市街地グランプリ                  | 島根県江津市                                                                 | A1市街地レースクラブ、A1市街地グランプリ江津大会実行委員会 | レーシングカートによるレース。1周783 mのコースを設営し、周回レースとして開催。市街地の一般道を封鎖し、かつ日本自動車連盟（JAF）の公認を得て開催。 | 都市部で開催されたものとして初。「日本初の市街地レース」として開催。                                     | [ 10 ] [ 8 ]      |
| 2024年（令和6年）3月30日            | 2024年東京 E-Prix                   | 東京都江東区 東京ストリートサーキット                                        | フォーミュラE・オペレーションズ                            | レース専用電動シングルシーター（フォーミュラE）によるレース。私有地と封鎖した公道を使用して1周2.585 kmのコースを設営し、周回レースとして開催。    | 国際レース、本格的なレーシングカーを用いたものとして初。「日本初の本格的な公道レース」として開催。       | [ 8 ]             |